# Julie Vollertsen
Julie Jo Vollertsen est une joueuse américaine de volley-ball née le 18 mars 1959 à Syracuse (Nebraska).

## Biographie
Avec l'équipe des États-Unis de volley-ball féminin, Julie Vollertsen est médaillée d'argent aux Jeux panaméricains de 1983 à Caracas et aux Jeux olympiques d'été de 1984 à Los Angeles.